# Campeonato Mundial de Voleibol Masculino Sub-19 de 2015
O Campeonato Mundial de Voleibol Masculino Sub-19 de 2015 foi a 14ª edição da competição, disputada entre 20 seleções mundiais, no período de 14 a 23 de agosto, sendo realizada nas cidades argentinas de Corrientes (cidade) e Resistência (Chaco).
A Seleção Polonesa conquistou seu primeiro título na categoria ao vencer a Seleção  Argentina, em terceiro lugar finalizou a Seleção Iraniana ao derrotar a Seleção Russa.O ponteiro polones Bartosz Kwolek recebeu o pr̃emio de melhor ponteiro e de melhor jogador (MVP).

## Equipes qualificadas
| Torneio de qualificação          | Data                        | Sede            | Vagas | Qualificados   | Última participação |
| -------------------------------- | --------------------------- | --------------- | ----- | -------------- | ------------------- |
| Campeonato NORCECA de 2014       | 12 a 20 de julho de 2014    | Tulsa           | 3     | Cuba           | 2013                |
| Campeonato NORCECA de 2014       | 12 a 20 de julho de 2014    | Tulsa           | 3     | Estados Unidos | 2013                |
| Campeonato NORCECA de 2014       | 12 a 20 de julho de 2014    | Tulsa           | 3     | México         | 2013                |
| Campeonato Asiático de 2014      | 5 a 13 de setembro de 2014  | Colombo         | 4     | Irã            | 2013                |
| Campeonato Asiático de 2014      | 5 a 13 de setembro de 2014  | Colombo         | 4     | Japão          | 2013                |
| Campeonato Asiático de 2014      | 5 a 13 de setembro de 2014  | Colombo         | 4     | China          | 2013                |
| Campeonato Asiático de 2014      | 5 a 13 de setembro de 2014  | Colombo         | 4     | Taipé Chinês   | 2001                |
| Campeonato Sul-Americano de 2014 | 10 a 13 de setembro de 2014 | Palpa           | 2     | Argentina      | 2013                |
| Campeonato Sul-Americano de 2014 | 10 a 13 de setembro de 2014 | Palpa           | 2     | Brasil         | 2013                |
| Campeonato Africano de 2015      | 21 a 24 de janeiro de 2015  | Kélibia         | 1     | Egito          | 2013                |
| Campeonato Europeu de 2015       | 4 a 12 de abril de 2015     | Kocaeli–Sakarya | 6     | Polônia        | 2013                |
| Campeonato Europeu de 2015       | 4 a 12 de abril de 2015     | Kocaeli–Sakarya | 6     | Itália         | 2009                |
| Campeonato Europeu de 2015       | 4 a 12 de abril de 2015     | Kocaeli–Sakarya | 6     | Turquia        | 2013                |
| Campeonato Europeu de 2015       | 4 a 12 de abril de 2015     | Kocaeli–Sakarya | 6     | Alemanha       | 2007                |
| Campeonato Europeu de 2015       | 4 a 12 de abril de 2015     | Kocaeli–Sakarya | 6     | Rússia         | 2013                |
| Campeonato Europeu de 2015       | 4 a 12 de abril de 2015     | Kocaeli–Sakarya | 6     | Bulgária       | 2011                |
| Ranking Mundial Sub-19           | Dezembro de 2014            | Lausana         | 3     | Chile          | 2013                |
| Ranking Mundial Sub-19           | Dezembro de 2014            | Lausana         | 3     | França         | 2013                |
| Ranking Mundial Sub-19           | Dezembro de 2014            | Lausana         | 3     | Bélgica        | 2013                |
| Ranking Mundial Sub-19 (NORCECA) | Dezembro de 2014            | Santo Domingo   | 1     | Porto Rico     | 2011                |
| Total                            |                             |                 | 20    |                |                     |

Nota

A Seleção Sul-Coreana tinha a terceira vaga de acordo com o Ranking Mundial, após desistir da competição, a Seleção Belga herdou a referida vaga

## Locais dos jogos
| Local 1                        |
| ------------------------------ |
| Resistência (Chaco)-Argentina  |
| Microestadio Raúl Alejo Gronda |
| Capacidade:4 000               |

| Local 2                       |
| ----------------------------- |
| Corrientes (cidade)-Argentina |
|                               |
| Estadio José Jorge Conte      |
| Capacidade:5 000              |

## Formato da disputa
As vinte seleções foram divididas proporcionalmente em Grupo A, B,C e D, em cada grupo as seleções se enfrentam entre si, as quatro melhores colocadas de cada grupo classificam para as oitavas de final e as quintas colocadas de cada grupo disputarão as classificações inferiores; as melhores equipes das oitavas de final classificarão para as quartas de final e desta fase os times com melhor desempenho classificarão para as semifinais, já os eliminados disputarão as posições inferiores;  e os melhores times dos jogos semifinais disputarão a grande final e os eliminados lutarão pelo bronze.
Em todo fase classificatória um placar de 3–0 ou 3–1 assegura três pontos na classificação para a equipe vencedora e nenhum para a perdedora. No caso de um placar de 3–2, o time vencedor soma dois pontos e o derrotado, um.

## Fase classificatória
Classificação

## Grupo A
|     |                |     | Jogos | Jogos | Jogos | Sets | Sets | Sets  | Pontos | Pontos | Pontos |
| Pos | Equipe         | Pts | T     | V     | D     | V    | P    | R     | V      | P      | R      |
| --- | -------------- | --- | ----- | ----- | ----- | ---- | ---- | ----- | ------ | ------ | ------ |
| 1   | Estados Unidos | 10  | 4     | 4     | 0     | 12   | 5    | 2.400 | 388    | 363    | 1.069  |
| 2   | Argentina      | 8   | 4     | 3     | 1     | 9    | 7    | 1.286 | 373    | 356    | 1.048  |
| 3   | Turquia        | 7   | 4     | 2     | 2     | 9    | 7    | 1.286 | 354    | 345    | 1.026  |
| 4   | França         | 4   | 4     | 1     | 3     | 6    | 10   | 0.600 | 350    | 372    | 0.941  |
| 5   | Bélgica        | 1   | 4     | 0     | 4     | 5    | 12   | 0.417 | 369    | 398    | 0.927  |

| Data   | Hora  |                   | Placar |                   | Set 1 | Set 2 | Set 3 | Set 4 | Set 5 | Total   | Relatório |
| ------ | ----- | ----------------- | ------ | ----------------- | ----- | ----- | ----- | ----- | ----- | ------- | --------- |
| 14 ago | 17:30 | 'Estados Unidos ' | 3–2    | Turquia           | 25–18 | 18–25 | 26–24 | 22–25 | 15–13 | 106–105 | 106–105   |
| 14 agg | 21:00 | França            | 2–3    | ' Argentina'      | 25–16 | 23–25 | 27–25 | 27–29 | 12–15 | 114–110 | 114–110   |
| 15 ago | 17:30 | França            | 0–3    | ' Turquia'        | 20–25 | 22–25 | 12–25 |       |       | 54–75   | 54–75     |
| 15 ago | 21:00 | Bélgica           | 2–3    | ' Estados Unidos' | 20–25 | 25–17 | 18–25 | 25–21 | 17–19 | 105–107 | 105–107   |
| 16 ago | 17:30 | Bélgica           | 1–3    | ' França'         | 22–25 | 25–21 | 22–25 | 19–25 |       | 88–96   | 88–96     |
| 16 ago | 21:00 | 'Argentina '      | 3–1    | Turquia           | 22–25 | 25–18 | 25–18 | 25–17 |       | 97–78   | 97–78     |
| 17 ago | 17:30 | 'Estados Unidos ' | 3–1    | França            | 26–24 | 25–21 | 23–25 | 25–16 |       | 99–86   | 99–86     |
| 17 ago | 21:00 | Bélgica           | 1–3    | ' Argentina'      | 23–25 | 20–25 | 26–24 | 19–25 |       | 88–99   | 88–99     |
| 18 ago | 17:30 | Bélgica           | 1–3    | ' Turquia'        | 22–25 | 25–21 | 23–25 | 18–25 |       | 88–96   | 88–96     |
| 18 ago | 21:00 | 'Estados Unidos ' | 3–0    | Argentina         | 25–20 | 26–24 | 25–23 |       |       | 76–67   | 76–67     |

## Grupo B
|     |        |     | Jogos | Jogos | Jogos | Sets | Sets | Sets  | Pontos | Pontos | Pontos |
| Pos | Equipe | Pts | T     | V     | D     | V    | P    | R     | V      | P      | R      |
| --- | ------ | --- | ----- | ----- | ----- | ---- | ---- | ----- | ------ | ------ | ------ |
| 1   | Itália | 10  | 4     | 3     | 1     | 11   | 5    | 2.200 | 369    | 312    | 1.183  |
| 2   | China  | 8   | 4     | 3     | 1     | 10   | 5    | 2,000 | 349    | 322    | 1.084  |
| 3   | Cuba   | 6   | 4     | 2     | 2     | 7    | 7    | 1,000 | 311    | 312    | 0.997  |
| 4   | México | 6   | 4     | 2     | 2     | 7    | 7    | 1,000 | 317    | 329    | 0.964  |
| 5   | Egito  | 0   | 4     | 0     | 4     | 1    | 12   | 0.083 | 252    | 323    | 0.780  |

Resultados
| Data   | Hora  |           | Placar |           | Set 1 | Set 2 | Set 3 | Set 4 | Set 5 | Total   | Relatório |
| ------ | ----- | --------- | ------ | --------- | ----- | ----- | ----- | ----- | ----- | ------- | --------- |
| 14 ago | 09:00 | Cuba      | 0–3    | ' Itália' | 17–25 | 17–25 | 16–25 |       |       | 50–75   | 50–75     |
| 14 ago | 11:15 | 'México ' | 3–0    | Egito     | 25–22 | 25–20 | 25–22 |       |       | 75–64   | 75–64     |
| 15 ago | 09:00 | México    | 1–3    | ' Itália' | 17–25 | 25–21 | 19–25 | 18–25 |       | 79–96   | 79–96     |
| 15 ago | 11:30 | China     | 1–3    | ' Cuba'   | 15–25 | 22–25 | 25–18 | 22–25 |       | 84–93   | 84–93     |
| 16 ago | 09:00 | 'China '  | 3–0    | México    | 26–24 | 25–17 | 25–21 |       |       | 76–62   | 76–62     |
| 16 ago | 11:00 | Egito     | 1–3    | ' Itália' | 16–25 | 25–20 | 12–25 | 19–25 |       | 72–95   | 72–95     |
| 17 ago | 09:00 | 'China '  | 3–0    | Egito     | 26–24 | 27–25 | 25–15 |       |       | 78–64   | 78–64     |
| 17 ago | 11:00 | Cuba      | 1–3    | ' México' | 25–27 | 20–25 | 26–24 | 22–25 |       | 93–101  | 93–101    |
| 18 ago | 09:00 | 'Cuba '   | 3–0    | Egito     | 25–19 | 25–20 | 25–13 |       |       | 75–52   | 75–52     |
| 18 ago | 11:00 | 'China '  | 3–2    | Itália    | 26–24 | 22–25 | 22–25 | 25–15 | 16–14 | 111–103 | 111–103   |

## Grupo C
|     |              |     | Jogos | Jogos | Jogos | Sets | Sets | Sets  | Pontos | Pontos | Pontos |
| Pos | Equipe       | Pts | T     | V     | D     | V    | P    | R     | V      | P      | R      |
| --- | ------------ | --- | ----- | ----- | ----- | ---- | ---- | ----- | ------ | ------ | ------ |
| 1   | Polônia      | 12  | 4     | 4     | 0     | 12   | 2    | 6,000 | 344    | 284    | 1.211  |
| 2   | Irã          | 9   | 4     | 3     | 1     | 10   | 4    | 2.500 | 333    | 265    | 1.257  |
| 3   | Bulgária     | 5   | 4     | 2     | 2     | 8    | 8    | 1,000 | 346    | 361    | 0.958  |
| 4   | Chile        | 2   | 4     | 1     | 3     | 3    | 11   | 0.273 | 269    | 330    | 0.815  |
| 5   | Taipé Chinês | 2   | 4     | 0     | 4     | 4    | 12   | 0.333 | 316    | 368    | 0.859  |

Resultados
| Data   | Hora  |              | Placar |              | Set 1 | Set 2 | Set 3 | Set 4 | Set 5 | Total   | Relatório |
| ------ | ----- | ------------ | ------ | ------------ | ----- | ----- | ----- | ----- | ----- | ------- | --------- |
| 14 ago | 09:03 | 'Chile '     | 3–2    | Taipé Chinês | 22–25 | 25–22 | 23–25 | 25–19 | 16–14 | 111–105 | 111–105   |
| 14 ago | 11:50 | 'Polônia '   | 3–1    | Bulgária     | 25–18 | 23–25 | 25–23 | 25–22 |       | 98–88   | 98–88     |
| 15 ago | 09:00 | Chile        | 0–3    | ' Bulgária'  | 19–25 | 15–25 | 22–25 |       |       | 56–75   | 56–75     |
| 15 ago | 11:00 | Irã          | 1–3    | ' Polônia'   | 25–20 | 24–26 | 18–25 | 15–25 |       | 82–96   | 82–96     |
| 16 ago | 09:00 | Taipé Chinês | 2–3    | ' Bulgária'  | 25–23 | 25–16 | 19–25 | 26–28 | 11–15 | 106–107 | 106–107   |
| 16 ago | 11:45 | 'Irã '       | 3–0    | Chile        | 25–11 | 25–14 | 25–21 |       |       | 75–46   | 75–46     |
| 17 ago | 09:00 | 'Polônia '   | 3–0    | Chile        | 25–14 | 25–19 | 25–23 |       |       | 75–56   | 75–56     |
| 17 ago | 11:10 | 'Irã '       | 3–0    | Taipé Chinês | 25–15 | 25–16 | 25–16 |       |       | 75–47   | 75–47     |
| 18 ago | 09:00 | 'Irã '       | 3–1    | Bulgária     | 25–20 | 25–14 | 26–28 | 25–14 |       | 101–76  | 101–76    |
| 18 ago | 11:35 | 'Polônia '   | 3–0    | Taipé Chinês | 25–21 | 25–20 | 25–17 |       |       | 75–58   | 75–58     |

## Grupo D
|     |            |     | Jogos | Jogos | Jogos | Sets | Sets | Sets  | Pontos | Pontos | Pontos |
| Pos | Equipe     | Pts | T     | V     | D     | V    | P    | R     | V      | P      | R      |
| --- | ---------- | --- | ----- | ----- | ----- | ---- | ---- | ----- | ------ | ------ | ------ |
| 1   | Brasil     | 11  | 4     | 4     | 0     | 12   | 3    | 4,000 | 352    | 286    | 1.231  |
| 2   | Rússia     | 9   | 4     | 3     | 1     | 10   | 3    | 3.333 | 321    | 275    | 1.167  |
| 3   | Alemanha   | 6   | 4     | 2     | 2     | 8    | 8    | 1,000 | 353    | 357    | 0.989  |
| 4   | Japão      | 3   | 4     | 1     | 3     | 5    | 11   | 0.455 | 322    | 352    | 0.915  |
| 5   | Porto Rico | 1   | 4     | 0     | 4     | 2    | 12   | 0.167 | 257    | 335    | 0.767  |

Resultados
| Data   | Hora  |            | Placar |             | Set 1 | Set 2 | Set 3 | Set 4 | Set 5 | Total   | Relatório |
| ------ | ----- | ---------- | ------ | ----------- | ----- | ----- | ----- | ----- | ----- | ------- | --------- |
| 14 ago | 17:30 | 'Japão '   | 3–2    | Porto Rico  | 25–16 | 23–25 | 18–25 | 25–18 | 15–10 | 106–94  | 106–94    |
| 14 ago | 21:20 | 'Brasil '  | 3–2    | Alemanha    | 20–25 | 25–20 | 20–25 | 25–20 | 15–9  | 105–99  | 105–99    |
| 15 ago | 17:31 | Japão      | 2–3    | ' Alemanha' | 25–23 | 24–26 | 24–26 | 25–18 | 9–15  | 107–108 | 107–108   |
| 15 ago | 21:00 | Rússia     | 1–3    | ' Brasil'   | 25–22 | 21–25 | 19–25 | 23–25 |       | 88–97   | 88–97     |
| 16 ago | 17:30 | 'Rússia '  | 3–0    | Japão       | 25–20 | 25–16 | 25–17 |       |       | 75–53   | 75–53     |
| 16 ago | 21:00 | Porto Rico | 0–3    | ' Alemanha' | 18–25 | 27–29 | 17–25 |       |       | 62–79   | 62–79     |
| 17 ago | 17:30 | 'Rússia '  | 3–0    | Porto Rico  | 25–15 | 25–20 | 25–23 |       |       | 75–58   | 75–58     |
| 17 ago | 21:00 | 'Brasil '  | 3–0    | Japão       | 25–18 | 25–21 | 25–17 |       |       | 75–56   | 75–56     |
| 18 ago | 17:30 | 'Rússia '  | 3–0    | Alemanha    | 25–22 | 25–14 | 33–31 |       |       | 83–67   | 83–67     |
| 18 ago | 21:00 | 'Brasil '  | 3–0    | Porto Rico  | 25–14 | 25–14 | 25–15 |       |       | 75–43   | 75–43     |

## Fase final

### Classificação do 17º ao 20º lugares
|     |              |     | Jogos | Jogos | Jogos | Sets | Sets | Sets  | Pontos | Pontos | Pontos |
| Pos | Equipe       | Pts | T     | V     | D     | V    | P    | R     | V      | P      | R      |
| --- | ------------ | --- | ----- | ----- | ----- | ---- | ---- | ----- | ------ | ------ | ------ |
| 1   | Bélgica      | 8   | 3     | 3     | 0     | 9    | 2    | 4.500 | 259    | 202    | 1.282  |
| 2   | Taipé Chinês | 5   | 3     | 2     | 1     | 6    | 6    | 1,000 | 259    | 275    | 0.942  |
| 3   | Porto Rico   | 5   | 3     | 1     | 2     | 7    | 6    | 1.167 | 280    | 286    | 0.979  |
| 4   | Egito        | 0   | 3     | 0     | 3     | 1    | 9    | 0.111 | 213    | 248    | 0.859  |

Resultados
| Data   | Hora  |              | Placar |              | Set 1 | Set 2 | Set 3 | Set 4 | Set 5 | Total   | Relatório |
| ------ | ----- | ------------ | ------ | ------------ | ----- | ----- | ----- | ----- | ----- | ------- | --------- |
| 19 ago | 15:00 | Taipé Chinês | 3–2    | Porto Rico   | 24–26 | 32–34 | 25–20 | 25–17 | 16–14 | 122–111 | 122–111   |
| 19 ago | 15:00 | Bélgica      | 3–0    | Egito        | 28–26 | 25–21 | 25–19 |       |       | 78–66   | 78–66     |
| 21 ago | 11:00 | Egito        | 0–3    | Porto Rico   | 22–25 | 21–25 | 15–25 |       |       | 58–75   | 58–75     |
| 21 ago | 11:00 | Bélgica      | 3–0    | Taipé Chinês | 25–11 | 25–9  | 25–22 |       |       | 75–42   | 75–42     |
| 22 ago | 11:00 | Porto Rico   | 2–3    | Bélgica      | 25–21 | 20–25 | 25–20 | 17–25 | 7–15  | 94–106  | 94–106    |
| 22 ago | 11:00 | Taipé Chinês | 3–1    | Egito        | 19–25 | 25–17 | 26–24 | 25–23 |       | 95–89   | 95–89     |

### Oitavas de final
Resultados
| Data   | Hora  |                | Placar |          | Set 1 | Set 2 | Set 3 | Set 4 | Set 5 | Total  | Relatório |
| ------ | ----- | -------------- | ------ | -------- | ----- | ----- | ----- | ----- | ----- | ------ | --------- |
| 19 ago | 09:00 | Itália         | 3–2    | França   | 25–15 | 19–25 | 21–25 | 25–21 | 15–11 | 105–97 | 105–97    |
| 19 ago | 09:00 | Irã            | 3–0    | Alemanha | 25–14 | 25–18 | 25–22 |       |       | 75–54  | 75–54     |
| 19 ago | 11:00 | Polônia        | 3–1    | Japão    | 20–25 | 25–15 | 25–11 | 25–13 |       | 95–64  | 95–64     |
| 19 ago | 12:00 | China          | 3–0    | Turquia  | 25–19 | 25–22 | 25–20 |       |       | 75–61  | 75–61     |
| 19 ago | 17:30 | Estados Unidos | 3–0    | México   | 25–18 | 25–16 | 25–22 |       |       | 75–56  | 75–56     |
| 19 ago | 18:07 | Brasil         | 3–0    | Chile    | 25–16 | 25–16 | 25–17 |       |       | 75–49  | 75–49     |
| 19 ago | 20:15 | Rússia         | 3–1    | Bulgária | 25–20 | 25–19 | 23–25 | 25–17 |       | 98–81  | 98–81     |
| 19 ago | 21:00 | Argentina      | 3–0    | Cuba     | 26–24 | 25–20 | 25–19 |       |       | 76–63  | 76–63     |

### Classificação do 9º ao 16º lugares
Resultados
| Data   | Hora  |          | Placar |          | Set 1 | Set 2 | Set 3 | Set 4 | Set 5 | Total   | Relatório |
| ------ | ----- | -------- | ------ | -------- | ----- | ----- | ----- | ----- | ----- | ------- | --------- |
| 21 ago | 14:30 | Bulgária | 3–0    | México   | 25–19 | 25–18 | 25–23 |       |       | 75–60   | 75–60     |
| 21 ago | 16:30 | Chile    | 0–3    | Cuba     | 17–25 | 14–25 | 23–25 |       |       | 54–75   | 54–75     |
| 21 ago | 19:00 | Turquia  | 3–1    | Japão    | 25–21 | 25–22 | 16–25 | 25–19 |       | 91–87   | 91–87     |
| 21 ago | 21:00 | França   | 3–2    | Alemanha | 22–25 | 25–23 | 15–25 | 25–22 | 15–13 | 102–108 | 102–108   |

### Quartas de final
Resultados
| Data   | Hora  |        | Placar |                | Set 1 | Set 2 | Set 3 | Set 4 | Set 5 | Total   | Relatório |
| ------ | ----- | ------ | ------ | -------------- | ----- | ----- | ----- | ----- | ----- | ------- | --------- |
| 21 ago | 14:30 | Rússia | 3–0    | Estados Unidos | 25–22 | 25–20 | 25–23 |       |       | 75–65   | 75–65     |
| 21 ago | 16:45 | Itália | 2–3    | Irã            | 25–17 | 25–22 | 20–25 | 20–25 | 11–15 | 101–104 | 101–104   |
| 21 ago | 19:45 | China  | 0–3    | Polônia        | 19–25 | 17–25 | 22–25 |       |       | 58–75   | 58–75     |
| 21 ago | 21:45 | Brasil | 1–3    | Argentina      | 24–26 | 25–21 | 22–25 | 20–25 |       | 91–97   | 91–97     |

### Classificação do 13º ao 16º lugares
Resultados
| Data   | Hora  |          | Placar |        | Set 1 | Set 2 | Set 3 | Set 4 | Set 5 | Total  | Relatório |
| ------ | ----- | -------- | ------ | ------ | ----- | ----- | ----- | ----- | ----- | ------ | --------- |
| 22 ago | 14:30 | Chile    | 2–3    | México | 25–23 | 25–16 | 23–25 | 14–25 | 12–15 | 99–104 | 99–104    |
| 22 ago | 16:30 | Alemanha | 3–0    | Japão  | 25–16 | 25–21 | 28–26 |       |       | 78–63  | 78–63     |

### Classificação do 9º ao 12º lugares
Resultados
| Data   | Hora  |        | Placar |          | Set 1 | Set 2 | Set 3 | Set 4 | Set 5 | Total   | Relatório |
| ------ | ----- | ------ | ------ | -------- | ----- | ----- | ----- | ----- | ----- | ------- | --------- |
| 22 ago | 19:00 | Cuba   | 3–2    | Bulgária | 16–25 | 21–25 | 25–20 | 28–26 | 15–12 | 105–108 | 105–108   |
| 22 ago | 21:00 | França | 2–3    | Turquia  | 16–25 | 25–21 | 25–21 | 22–25 | 12–15 | 100–107 | 100–107   |

### Classificação do 5º ao 8º lugares
Resultados
| Data   | Hora  |        | Placar |                | Set 1 | Set 2 | Set 3 | Set 4 | Set 5 | Total   | Relatório |
| ------ | ----- | ------ | ------ | -------------- | ----- | ----- | ----- | ----- | ----- | ------- | --------- |
| 22 ago | 14:30 | Itália | 3–0    | China          | 25–16 | 25–17 | 26–24 |       |       | 76–57   | 76–57     |
| 22 ago | 19:10 | Brasil | 3–2    | Estados Unidos | 25–21 | 22–25 | 25–22 | 15–25 | 15–10 | 102–103 | 102–103   |

### Semifinais
Resultados
| Data   | Hora  |           | Placar |         | Set 1 | Set 2 | Set 3 | Set 4 | Set 5 | Total   | Relatório |
| ------ | ----- | --------- | ------ | ------- | ----- | ----- | ----- | ----- | ----- | ------- | --------- |
| 22 ago | 16:30 | Irã       | 1–3    | Polônia | 25–18 | 21–25 | 20–25 | 22–25 |       | 88–93   | 88–93     |
| 22 ago | 22:10 | Argentina | 3–2    | Rússia  | 25–22 | 20–25 | 23–25 | 25–21 | 15–11 | 108–104 | 108–104   |

### Décimo quinto lugar
Resultado
| Data   | Hora  |       | Placar |       | Set 1 | Set 2 | Set 3 | Set 4 | Set 5 | Total | Relatório |
| ------ | ----- | ----- | ------ | ----- | ----- | ----- | ----- | ----- | ----- | ----- | --------- |
| 23 ago | 10:00 | Japão | 3–0    | Chile | 25–22 | 25–23 | 25–19 |       |       | 75–64 | 75–64     |

### Décimo terceiro lugar
Resultado
| Data   | Hora  |          | Placar |        | Set 1 | Set 2 | Set 3 | Set 4 | Set 5 | Total  | Relatório |
| ------ | ----- | -------- | ------ | ------ | ----- | ----- | ----- | ----- | ----- | ------ | --------- |
| 23 ago | 12:30 | Alemanha | 3–1    | México | 26–28 | 25–18 | 25–15 | 25–20 |       | 101–81 | 101–81    |

### Décimo primeiro lugar
Resultado
| Data   | Hora  |        | Placar |          | Set 1 | Set 2 | Set 3 | Set 4 | Set 5 | Total   | Relatório |
| ------ | ----- | ------ | ------ | -------- | ----- | ----- | ----- | ----- | ----- | ------- | --------- |
| 23 ago | 15:00 | França | 3–2    | Bulgária | 29–27 | 23–25 | 25–20 | 20–25 | 15–11 | 112–108 | 112–108   |

### Nono lugar
Resultado
| Data   | Hora  |         | Placar |      | Set 1 | Set 2 | Set 3 | Set 4 | Set 5 | Total | Relatório |
| ------ | ----- | ------- | ------ | ---- | ----- | ----- | ----- | ----- | ----- | ----- | --------- |
| 23 ago | 17:45 | Turquia | 3–0    | Cuba | 25–11 | 35–33 | 26–24 |       |       | 86–68 | 86–68     |

### Sétimo lugar
Resultado
| Data   | Hora  |       | Placar |                | Set 1 | Set 2 | Set 3 | Set 4 | Set 5 | Total | Relatório |
| ------ | ----- | ----- | ------ | -------------- | ----- | ----- | ----- | ----- | ----- | ----- | --------- |
| 23 ago | 11:00 | China | 0–3    | Estados Unidos | 21–25 | 23–25 | 15–25 |       |       | 59–75 | 59–75     |

### Quinto lugar
Resultado
| Data   | Hora  |        | Placar |        | Set 1 | Set 2 | Set 3 | Set 4 | Set 5 | Total | Relatório |
| ------ | ----- | ------ | ------ | ------ | ----- | ----- | ----- | ----- | ----- | ----- | --------- |
| 23 ago | 14:30 | Itália | 3–0    | Brasil | 25–20 | 25–22 | 25–21 |       |       | 75–63 | 75–63     |

### Terceiro lugar
Resultado
| Data   | Hora  |     | Placar |        | Set 1 | Set 2 | Set 3 | Set 4 | Set 5 | Total  | Relatório |
| ------ | ----- | --- | ------ | ------ | ----- | ----- | ----- | ----- | ----- | ------ | --------- |
| 23 ago | 17:00 | Irã | 3–1    | Rússia | 25–17 | 26–28 | 25–16 | 25–23 |       | 101–84 | 101–84    |

### Final
Resultado
| Data   | Hora  |            | Placar |           | Set 1 | Set 2 | Set 3 | Set 4 | Set 5 | Total   | Relatório |
| ------ | ----- | ---------- | ------ | --------- | ----- | ----- | ----- | ----- | ----- | ------- | --------- |
| 23 ago | 19:30 | 'Polônia ' | 3–2    | Argentina | 22–25 | 25–23 | 28–30 | 25–18 | 15–7  | 115–103 | 115–103   |